# Arbor infelix
I latini indicavano con arbor infelix (albero o pianta infelice) l'albero che, diversamente dall'arbor felix (albero felice) non dava frutti o ne produceva di selvatici e non commestibili. L'espressione veniva utilizzata anche in ambito religioso e cultuale, distinguendo le piante benefiche da quelle maledette e care agli dèi inferi, delle quali un elenco si trova in Macrobio: il linterno, la canna sanguinea, la felce, il fico nero e quelle che hanno bacche e frutti neri, come l'agrifoglio, il pero selvatico, il pungitopo, il lampone e i rovi.
In particolare, Plinio riferisce che sono dette infelices e damnatae le piante che «non vengono mai seminate e non portano frutto». Macrobio informa altresì che queste liste erano presenti in un'opera di Tarquinio Prisco, l'Ostentarium, e pertanto riflettono una tradizione etrusca.
In altro contesto è ancora citato l'arbor infelix. Definita la lex horrendi carminis, che colpiva i rei di perduellio, Livio descrive la pena irrogata al colpevole: «gli sia coperto il capo, sia sospeso con una corda all'albero infelice, sia frustato dentro e fuori il pomerio». Essere sospeso all'albero significava esservi legato in posizione elevata da terra e il condannato veniva battuto con le verghe fino a provocarne la morte.